# Calyptronema pulchrum
Calyptronema pulchrum is een rondwormensoort uit de familie van de Enchelidiidae. De wetenschappelijke naam van de soort is voor het eerst geldig gepubliceerd in 1986 door Jensen.